# Renée Gardès
Marie Noémie Gardès, connue sous le nom Renée Gardès, née le 11 janvier 1887 dans le 17e arrondissement de Paris, ville où elle est morte le 6 janvier 1972 dans le 15e arrondissement de Paris, est une actrice française.

## Biographie
Un physique étonnant spécialise Renée Gardès dans les rôles de mégères : la mère alcoolique de Mouloudji dans Nous sommes tous des assassins d'André Cayatte (1952), la Chouette dans Les Mystères de Paris d'André Hunebelle (1962), une commère dans Le Grand amour de Pierre Etaix (1969).
Mais elle a joué aussi des personnages plus sympathiques de vieilles domestiques : Cette sacrée gamine, La Grande Lessive (!), La Maison de campagne.

## Filmographie

### Cinéma
- 1931 : Faubourg Montmartre de Raymond Bernard
- 1932 : Le Baptême du petit Oscar de Jean Dréville (moyen métrage)
- 1935 : La Mariée du régiment de Maurice Cammage
- 1935 : Train de plaisir de Léo Joannon
- 1936 : Anne Marie de Raymond Bernard
- 1936 : Ménilmontant de René Guissart
- 1936 : La Petite Dame du wagon-lit de Maurice Cammage
- 1936 : Le Roi de Pierre Colombier
- 1936 : Tout va très bien madame la marquise de Henry Wulschleger
- 1938 : Louise de Abel Gance
- 1938 : Remontons les Champs-Élysées de Sacha Guitry et Robert Bibal : Une tricoteuse
- 1941 : L'Âge d'or de Jean de Limur
- 1942 : Les Ailes blanches de Robert Péguy
- 1945 : Boule de Suif de Christian-Jaque
- 1946 : Le silence est d'or de René Clair
- 1948 : Scandale de René Le Hénaff
- 1950 : La Rue sans loi de Marcel Gibaud
- 1950 : Justice est faite d'André Cayatte
- 1952 : Nous sommes tous des assassins d'André Cayatte : La mère Le Guen
- 1952 : Rue de l'Estrapade de Jacques Becker : La locataire grossière
- 1953 : La rafle est pour ce soir de Maurice Dekobra
- 1954 : Le Mouton à cinq pattes d'Henri Verneuil : La concierge
- 1955 : Milord l'Arsouille d'André Haguet
- 1955 : Cette sacrée gamine (ou Mademoiselle Pigalle) de Michel Boisrond : La mère de Jérôme
- 1955 : Coup dur chez les mous de Jean Loubignac
- 1956 : Pardonnez nos offenses de Robert Hossein
- 1956 : Mitsou de Jacqueline Audry : La vieille habilleuse
- 1957 : Fernand clochard de Pierre Chevalier
- 1957 : Mimi Pinson de Robert Darène
- 1957 : Une parisienne de Michel Boisrond : Juliette
- 1960 : Quai Notre-Dame de Jacques Berthier
- 1961 : Le Puits aux trois vérités de François Villiers : Gertrude
- 1962 : Les Mystères de Paris d'André Hunebelle : La « Chouette »
- 1962 : Ballade pour un voyou de Claude-Jean Bonnardot
- 1963 : Méfiez-vous, mesdames d'André Hunebelle : La femme sur la péniche
- 1965 : Le Jour d'après (Up from the beach) de Robert Parrish : La femme du marchand
- 1965 : L'Or du duc de Jacques Baratier : La marchande de billets
- 1966 : Carré de dames pour un as de jacques Poitrenaud
- 1967 : Le Dimanche de la vie de Jean Herman : Victoire
- 1968 : La Grande Lessive (!) de Jean-Pierre Mocky : La bonne des Delaroque
- 1968 : Le Grand Amour de Pierre Etaix
- 1969 : La Maison de campagne de Jean Girault : La seconde bonne
- 1970 : Macédoine de Jacques Scandelari
- 1971 : Les Rendez-vous en forêt d'Alain Fleischer : La vieille dame
- 1972 : Le Temps d'aimer (A Time for Loving) de Christopher Miles : la vieille dame
- 1972 : Quelque part quelqu'un de Yannick Bellon
- 1972 : L'Œuf de Jean Herman : Tante Piccolette

### Courts-métrages
- 1932 : Le Baptême du petit Oscar de Jean Dréville
- 1936 : Le Cauchemar de Monsieur Berrignon de Raymond Robert
- 1948 : Actualités burlesques / Mondial actualités de Gilles Margaritis
- 1948 : Le Fakir de (anonyme)
- 1949 : La Nuit du 12 au 13 de Claude Orval
- 1950 : Deux cœurs... sur la route de Jean Perdrix
- 1951 : La Garçonnière (court métrage)

### Télévision
- 1963 : Le Théâtre de la jeunesse : Jean Valjean d'après Les Misérables de Victor Hugo, réalisation Alain Boudet
- 1965 : Gaspard des montagnes de Jean-Pierre Decourt
- 1966 : En votre âme et conscience, épisode : La Mort de Sidonie Mertens de  Marcel Cravenne
- 1968 : L'Homme de l'ombre de Guy Jorre, épisode : Neuf mille et un soleils
- 1968 : Don Juan revient de guerre de Marcel Cravenne
- 1971 : Mesure pour mesure de William Shakespeare, réalisation Marcel Bluwal
- 1971 : Les Enquêtes du commissaire Maigret de Claude Barma, épisode : Maigret à l'école : Léonie
- 1971 : Robert Macaire de Pierre Bureau (téléfilm) : Madame Rémi
- 1972 : Le Père Goriot de Guy Jorré d'après Honoré de Balzac
- 1972 : La demoiselle d'Avignon : Marthe la cuisinière chez les Poudreuse

## Théâtre
- 1950 : Pas d'orchidées pour miss Blandish de James Hadley Chase, adaptation Marcel Duhamel et Eliane Charles, mise en scène Alexandre Dundas, Théâtre du Grand Guignol
- 1952 : La Grande Roue de Guillaume Hanoteau, mise en scène Roland Piétri, Théâtre Saint-Georges
- 1953 : Les Sargasses de et mise en scène Mouloudji, Théâtre de l'Œuvre
- 1955 : La Chair de l'orchidée adaptation Frédéric Dard et Marcel Duhamel d'après James Hadley Chase, mise en scène Robert Hossein, Théâtre du Grand-Guignol
- 1957 : Vous qui nous jugez de et mise en scène Robert Hossein, Théâtre de l'Œuvre
- 1963 : Lumières de bohème de Ramón María del Valle-Inclán, mise en scène Georges Wilson, TNP Théâtre de Chaillot